# Coelopella curvipes
Coelopella curvipes är en tvåvingeart som först beskrevs av Frederick Wollaston Hutton 1902.  Coelopella curvipes ingår i släktet Coelopella och familjen tångflugor. Inga underarter finns listade i Catalogue of Life.